# Tulerpeton
Tulerpeton là một chi labyrinthodontia kỷ Devon sống ở Nga trong một vùng tên Andreyevka. Chi này có họ hàng với Acanthostega và Ichthyostega. Tulerpeton sống khỏng 365 triệu năm trước, khi thời tiết khá ấm và không có sông băng. Mặt đất được phủ kín bởi thực vật. Trong kỷ Devon này, loài động vật bốn chân sống trên cạn đầu tiên - tổ tiên của tất cả động vật bò sát, chim, động vật có vú ngày nay - đã xuất hiện. Mặc dù có thể thở không khí, Tulerpeton chủ yếu vẫn sống trong vùng biển nông.